# メルキアデス・エストラーダの3度の埋葬
『メルキアデス・エストラーダの3度の埋葬』（メルキアデス・エストラーダのさんどのまいそう、原題：The Three Burials of Melquiades Estrada）は、2005年に公開されたアメリカ・フランス合作映画。トミー・リー・ジョーンズの初監督作品である。
カンヌ国際映画祭にて男優賞（トミー・リー・ジョーンズ）、脚本賞を受賞。またパルムドールにもノミネートされた。

## ストーリー
舞台はテキサスの国境地帯。メルキアデス・エストラーダというメキシコ人が殺されて3度埋葬される過程を描いた物語。
誤ってひとりのメキシコ人を射殺してしまった国境警備隊員マイク。ひと目がないのを幸いと、砂漠地帯に埋めて隠したはずの死体を、野生のジャッカルが掘り返し事件が発覚する。
遺体の身元は郊外の牧場で働くメキシコ人メルキアデス・エストラーダと判明、犯人がマイクであることもわかってしまうが、身内の犯罪であったためになかなか真相は明らかにされない。被害者が不法就労者だったこともあり、早々に遺体はふたたび埋葬されてしまう。
だがメルキアデスにはピートという親友がおり、生前「俺が死んだら故郷ヒメネスに埋めてほしい」と言い残していた。
ピートは犯人マイクに遺体を掘り出させ、彼を連れてヒメネス目指して旅立つ…。

## エピソード
本作はテキサス州在住のトミー・リー・ジョーンズと脚本家ギレルモ・アリアガがもともとハンティング仲間であったことから企画がスタート。アメリカ人のメンタリティに大きな影響を与えるメキシコと国境をモチーフにした映画をつくってみたかった、というのが当初の意図であった。
初めジョーンズは出演するつもりはなかったが、資金繰りが思ったように進まず、自分が出ればギャラが浮くし演出も楽だという理由で自ら主人公を演じたのだという。また、砂漠地帯のシーンは実際にテキサスの僻地で撮影され、毎日の移動とセッティングに多くの時間と労力を割かれたとのことである。

## キャスト
※括弧内は日本語吹替
- ピート・パーキンス - トミー・リー・ジョーンズ（菅生隆之）
- マイク・ノートン - バリー・ペッパー（咲野俊介）
- ベルモント - ドワイト・ヨアカム（相沢正輝）
- ルー・アン・ノートン - ジャニュアリー・ジョーンズ
- レイチェル - メリッサ・レオ
- メルキアデス・エストラーダ - フリオ・セサール・セディージョ
- マリアナ - バネッサ・バウチェ
- 盲目の老人 - リヴォン・ヘルム